# قباد (مقاطعة إسلام آباد غرب)
قباد (بالفارسية: قباد) هي مستوطنة تقع في قسم شيان الريفي (مقاطعة إسلام آباد غرب) في إيران. يقدر عدد سكانها بـ 515 نسمة .